# Прибутковий будинок на вулиці Тарасівській 6а
Прибутковий будинок на вулиці Тарасівській 6а — модерновий будинок в центрі Києва.

## Опис
Семиповерховий будинок на червоній лінії забудови, за проєктом архітектора М. Шехоніна в стилі модерн.
У плані Т-подібний, з підвалом, тинькований, цегляний. Фасад прикращено ліпленими вставками та розділено на три яруси. На 1-2 поверсі оброблено під руст, 3-5 завершений карнизом з іоніками, 6-7 розкреслений тонким міжповерховим гуртом. Первісно на кожному поверсі було по три квартири. У центрі розміщена парадна сходова клітка з ліфтовою шахтою. 
Композиція фасаду симетрична, підкреслена заокругленою поверхнею на рівні 5-7 поверхів вінцевим півциркульним фронтоном з невеликим слуховим вікном у глибокій арковій ніші. Вінцева частина фасаду нависає над площиною стіни. Складається з багатопрофільного карниза і своєрідного дугоподібного фриза, розчленованого декоративними падугами. Орнаментальний ліплений декор виконано у вигляді вставок та поясків. У ньому простежується впливи як модерну, так і неокласицизму (гірлянди, меандр, іоніки, вінки), неоренесансу, необароко (мушлі, картуші, кронштейни балконів 6 поверху). Дах двосхилий з бляшаною покрівлею. Перикриття пласкі.
Від входу праворуч розміщене торговельне приміщення, а ліворуч — проїзд у двір.

## Галерея

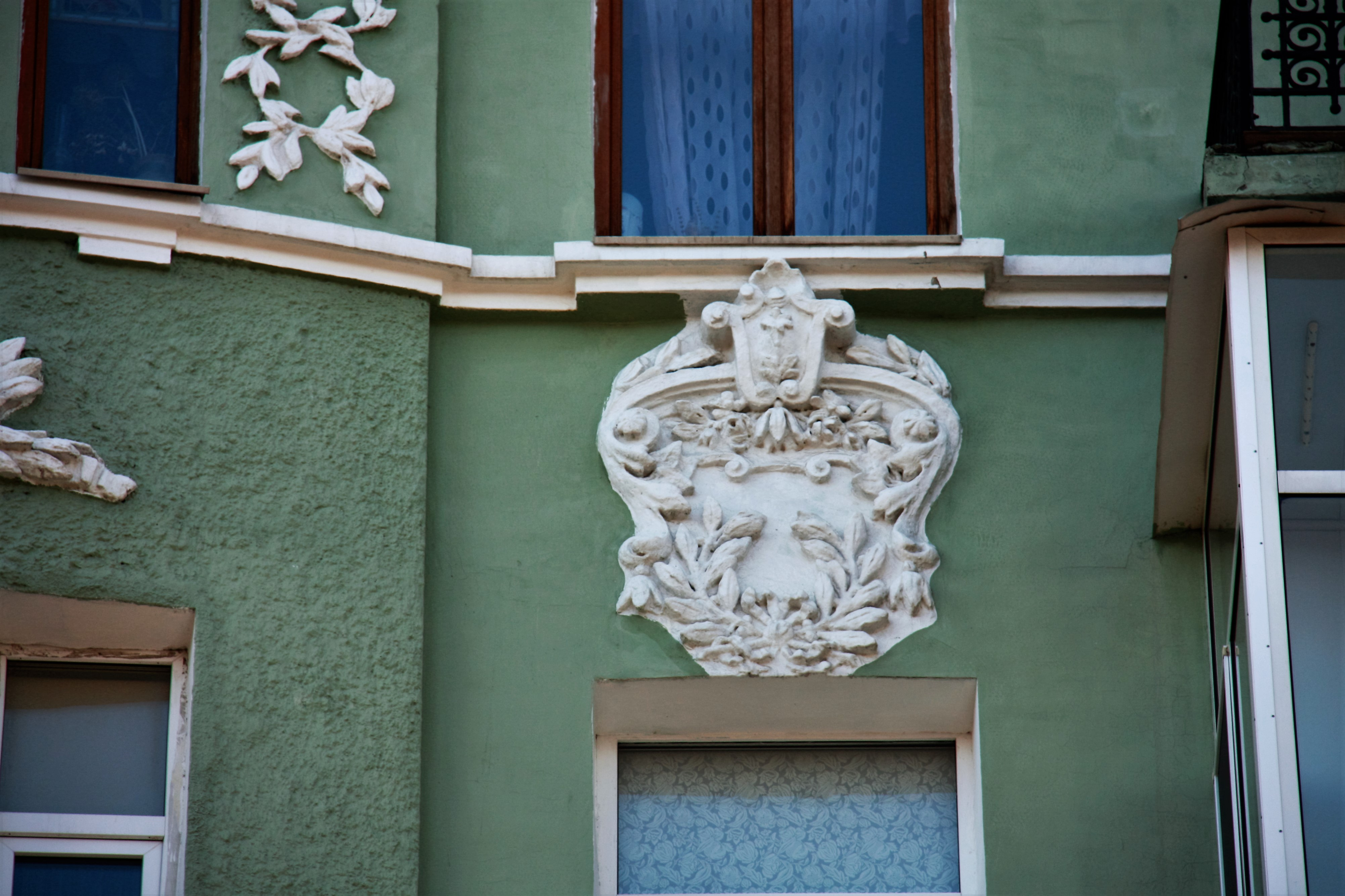
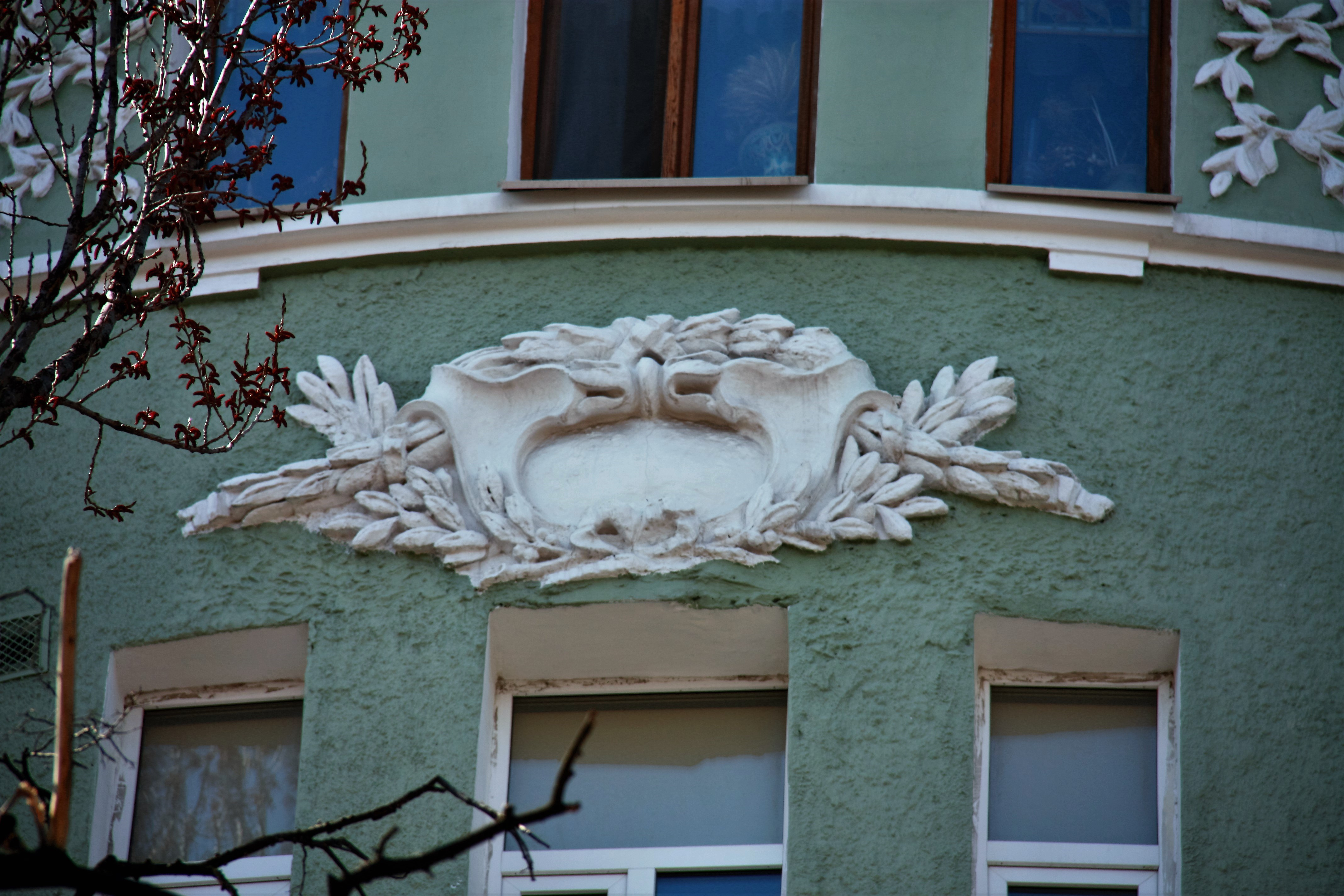
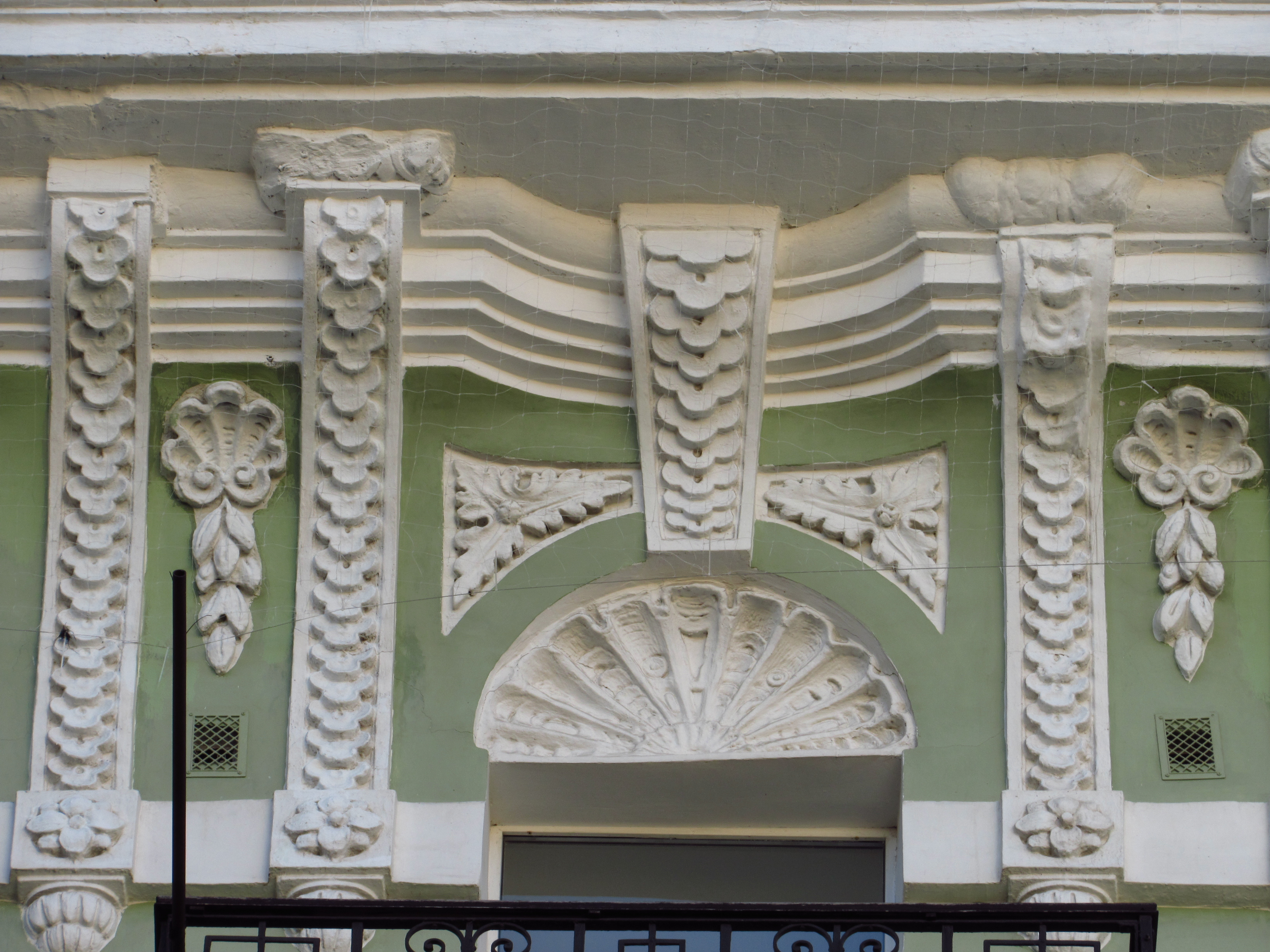
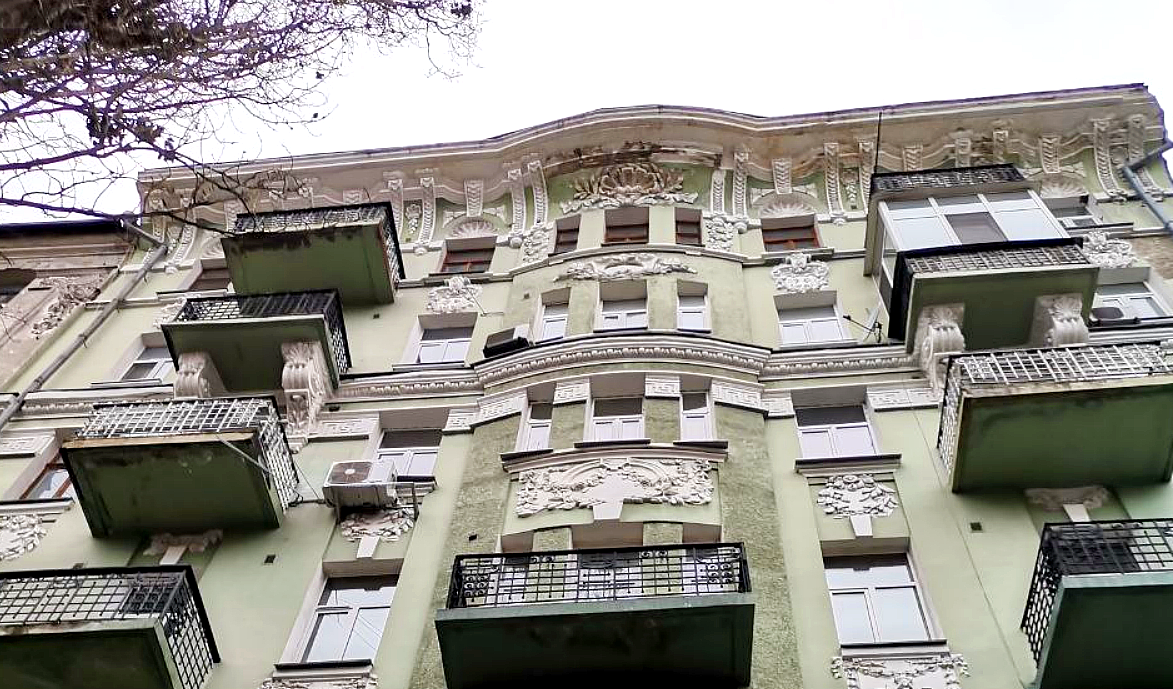